# Mirjam Presslerová

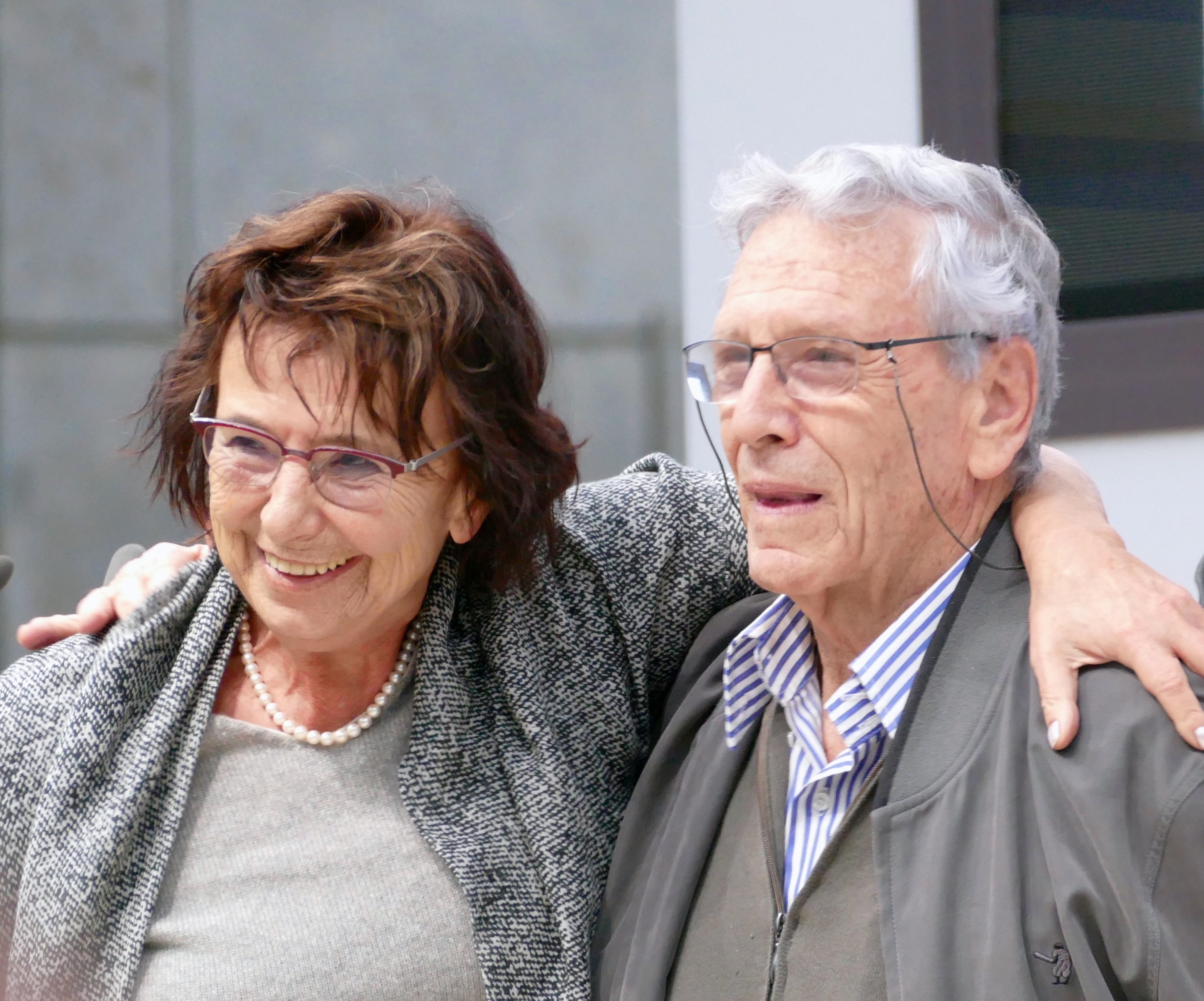
Mirjam Presslerová s izraelským spisovatelem Amosem Ozem v roce 2015

Mirjam Presslerová (nepřechýleně Mirjam Pressler; 18. června 1940 Darmstadt – 16. ledna 2019 Landshut) byla německá spisovatelka literatury pro děti a mládež a také překladatelka z hebrejštiny. Byla autorkou více než 60 literárních děl.

## Život a dílo
Narodila se v roce 1940 jako nemanželské dítě židovské matce, a to pod jménem Mirjam Gunkel. Posléze vyrůstala v pěstounské rodině. Po studiu na frankfurtské Akademii výtvarných umění a studiu jazyků v Mnichově pobývala po dobu jednoho roku v izraelském kibucu.
Jako překladatelka přeložila z několika jazyků více než 300 děl, z hebrejštiny do němčiny převedla např. díla izraelského spisovatele Amose Oze, Aharona Appelfelda, či Zeruyi Šalevové. Zasloužila se také o německý překlad Deníku Anne Frankové z nizozemštiny.

### Literární ocenění (výběr)
- 2017 – Münchner Literaturpreis za celoživotní tvorbu

## České překlady z němčiny
- Když přichází štěstí... (orig. Wenn das Glück kommt, muss man ihm einen Stuhl hinstellen: Roman, 1994). 1. vyd. Praha: Albatros, 1998. 155 S. Překlad: Eva Pátková; ilustrace: Zdena Táborská